# 司徒慧敏
司徒慧敏（1910年2月16日—1987年4月4日），原名司徒柱，男，广东开平人，中國電影技術專家及導演。他曾經擔任中华人民共和国文化部副部長、文化部技術委員會主任及中國電影家協會副主席。

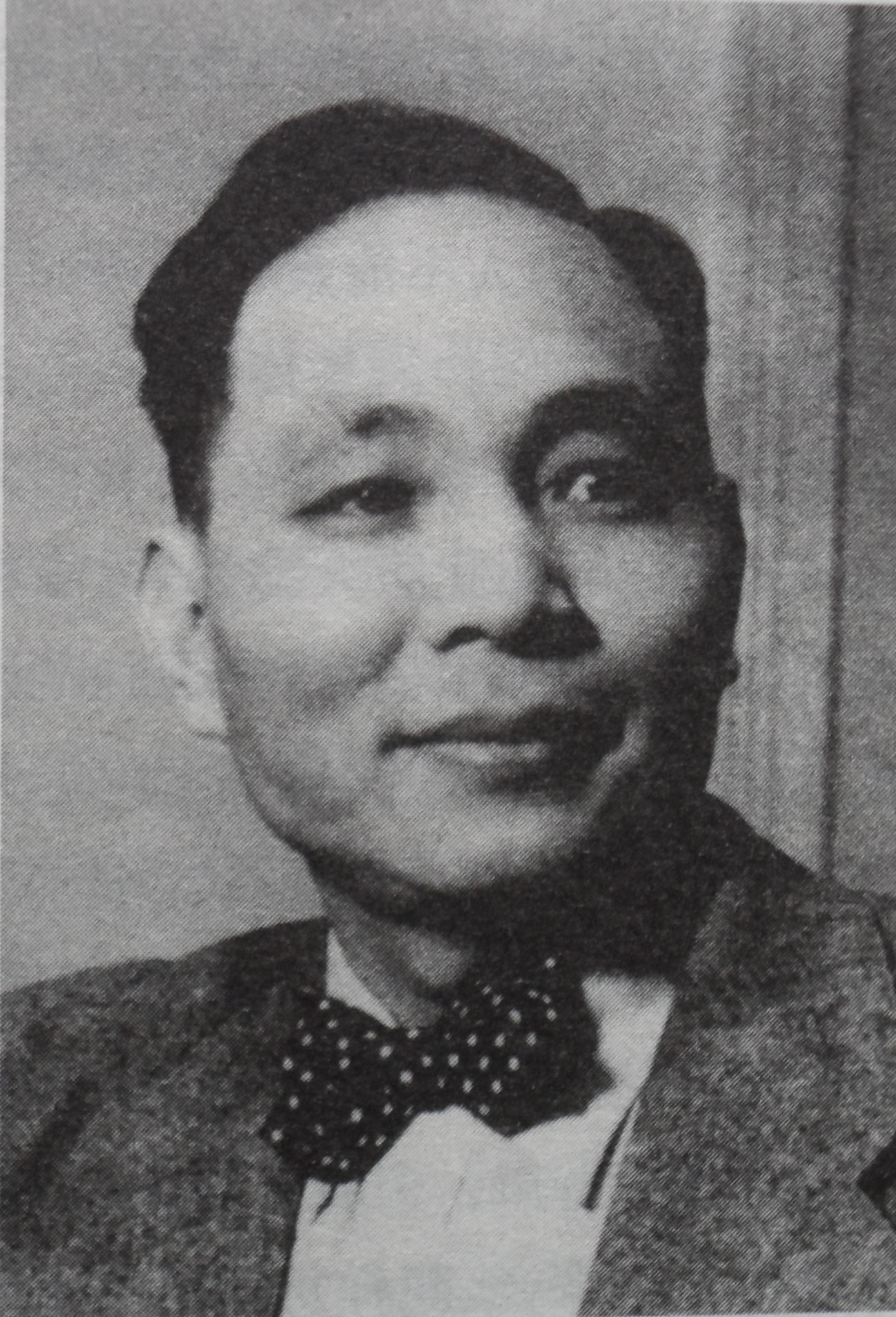
司徒慧敏

## 生平
司徒慧敏是廣東省開平縣赤磡永堅樓東閘村人，出身自華僑家庭。1923年考入廣州市廣雅中學。1925年加入共產主義青年團。1927年轉為中国共产党黨員，並參加了廣州起義。

## 家庭
祖父是美國勞工。父親曾在加拿大禮拜堂所辦的學校唸書，並且加入了興中會。儿子司徒兆敦。

## 作品
- 1933年電影《姊妹花》（錄音）
- 1934年電影《桃李劫》（音效及錄音）
- 1934年電影《大路》（錄音）
- 1935年電影《風雲兒女》（錄音）
- 1937年電影《聯華交響曲》（導演）
- 1938年電影《藝海風光三：歌舞班》（導演）
- 1938年電影《血濺寶山城》（導演及編劇）
- 1939年電影《保衛大四邑》（導演）
- 1940年電影《白雲故鄉》（導演）
- 1941年電影《正氣歌》（導演及編劇）
- 1946年纪录片《中国民族舞蹈》（導演）
- 1953年纪录片《八一运动会》（導演）